# Egisto Masotti
| Entdeckte Asteroiden: 3                                             | Entdeckte Asteroiden: 3 | Entdeckte Asteroiden: 3 |
| ------------------------------------------------------------------- | ----------------------- | ----------------------- |
| Nummer und Name                                                     | Entdeckungsdatum        |                         |
| (13740) Lastrucci                                                   | 18. September 1998      | [1]                     |
| (35703) Lafiascaia                                                  | 20. März 1999           | [1]                     |
| (49443) Marcobondi                                                  | 22. Dezember 1998       | [2]                     |
| - [1] zusammen mit Maura Tombelli - [2] zusammen mit Daria Guidetti |                         |                         |

Egisto Masotti (* 1944) ist ein italienischer Amateurastronom und Asteroidenentdecker.
Er ist Vizepräsident der von Maura Tombelli geleiteten Amateurastronomengruppe Gruppo Astrofili Montelupo in Montelupo Fiorentino.
Im Rahmen seiner Beobachtungen entdeckte er zusammen mit Maura Tombelli und Daria Guidetti zwischen 1998 und 1999 insgesamt 3 Asteroiden,.
Der Asteroid (22401) Egisto wurde am 27. April 2002 nach ihm benannt.